# 齐同生
齐同生（1952年7月—），中华人民共和国政治人物，河北平山人。1968年11月参加工作，1984年11月加入中国共产党，甘肃工业大学五系化工机械专业毕业，大学普通班学历。曾长期在宁夏工作，历任中共宁夏回族自治区党委常委、自治区政府常务副主席、自治区政协主席等职。2023年3月退休。
2024年10月8日，齐同生因涉嫌严重违纪违法，接受中央纪委国家监委纪律审查和监察调查。

## 生平
1968年11月至1985年9月，在平罗县崇岗公社、石炭井矿务局大武口总机修厂、甘肃工业大学、宁夏化工设计院等单位插队、学习、工作。
1985年9月至1994年，历任宁夏工业设计院副院长、院长。1994年1月任宁夏河东机场建设指挥部副指挥。
1995年10月至1998年3月，历任宁夏计划委员会重点项目办主任、基建处处长；总工程师、党组成员；副主任、党组成员；
2002年6月至2005年，任宁夏发展计划委员会党组书记、主任；
2005年1月任宁夏回族自治区政府副主席、党组成员；2007年6月任宁夏回族自治区党委常委，自治区政府副主席、党组副书记；2012年6月任宁夏回族自治区政府副主席、党组副书记。
2013年1月，当选宁夏回族自治区第十届政协主席，2018年1月卸任。同年3月，当选第十三届全国政协委员。
2024年10月8日，因涉嫌严重违纪违法，接受中央纪委国家监委纪律审查和监察调查。2025年3月14日，中央纪委国家监委决定给予其开除党籍处分；按规定取消其享受的待遇；终止其宁夏回族自治区第十三次党代会代表资格；收缴其违纪违法所得；将其涉嫌犯罪问题移送检察机关依法审查起诉，所涉财物一并移送。同月，最高人民检察院决定对其逮捕。
2025年7月，经最高人民检察院依法指定，由广西壮族自治区南宁市人民检察院对齐同生涉嫌受贿一案审查起诉，南宁市人民检察院此后向南宁市中级人民法院提起公诉。